# Pentathlon (atletica leggera)
Il pentathlon è una specialità femminile dell'atletica leggera che contempla 5 gare di altrettante discipline diverse.
Nella sua versione outdoor ha fatto parte del programma olimpico femminile dal 1964 al 1980, in seguito sostituito dall'eptathlon. Ne esiste una versione indoor, sempre esclusivamente femminile, che si disputa abitualmente nelle competizioni internazionali di atletica leggera.
In passato, nella sua versione outdoor, è stata disciplina olimpica anche al maschile, comparendo nel programma dei Giochi olimpici dal 1912 al 1924, seppur con una diversa composizione delle singole prove.

## Pentathlon outdoor
Le prove di cui era composto erano:
- Getto del peso
- Salto in alto
- 80 metri ostacoli, sostituiti dai 100 metri ostacoli a partire dal 1971
- Salto in lungo
- 200 metri piani, sostituiti dagli 800 metri piani a partire dal 1977

La tabella per il calcolo dei punteggi subì una revisione nel 1971, contestualmente all'introduzione della prova sui 100 metri ostacoli al posto di quella sugli 80 metri ostacoli.

### Nelle competizioni internazionali
Il pentathlon fece parte, come gara femminile di prove multiple, delle competizioni internazionali di atletica leggera fino ai Giochi olimpici di Mosca 1980. Successivamente venne sostituito con l'eptathlon.
Di seguito l'elenco delle vincitrici del pentathlon nelle varie edizioni delle principali manifestazioni internazionali.
| Sede e anno            | Giochi olimpici  | Europei | Punti |
| ---------------------- | ---------------- | --- | ----- |
| Bruxelles 1950         |                  | Arlette Ben Hamo | 3 204 |
| Berna 1954             |                  | [[File: Flag of the Soviet Union (1936 – 1955).svg\|class=noviewer\| Unione Sovietica (bandiera)\|border\|20x16px]] Aleksandra Čudina | 4 526 |
| Stoccolma 1958         |                  | Galina Bystrova | 4 733 |
| Belgrado 1962          |                  | Galina Bystrova | 4 833 |
| Tokyo 1964             | Irina Press      | | 5 246 |
| Budapest 1966          |                  | Valentina Tichomirova | 4 787 |
| Città del Messico 1968 | Ingrid Becker    | | 5 098 |
| Atene 1969             |                  | Liese Prokop | 5 030 |
| Helsinki 1971          |                  | Heide Rosendahl | 4 675 |
| Monaco di Baviera 1972 | Mary Peters      | | 4 801 |
| Roma 1974              |                  | Nadežda Tkačenko | 4 776 |
| Montréal 1976          | Siegrun Siegl    | | 4 745 |
| Praga 1978             |                  | Margit Papp | 4 655 |
| Mosca 1980             | Nadežda Tkačenko | | 5 083 |

## Pentathlon indoor
Sebbene non sia più incluso nel programma olimpico, il pentathlon è tuttora presente nelle manifestazioni indoor, dove è composto da:
- Getto del peso
- Salto in alto
- 60 metri ostacoli
- Salto in lungo
- 800 metri piani

### Record

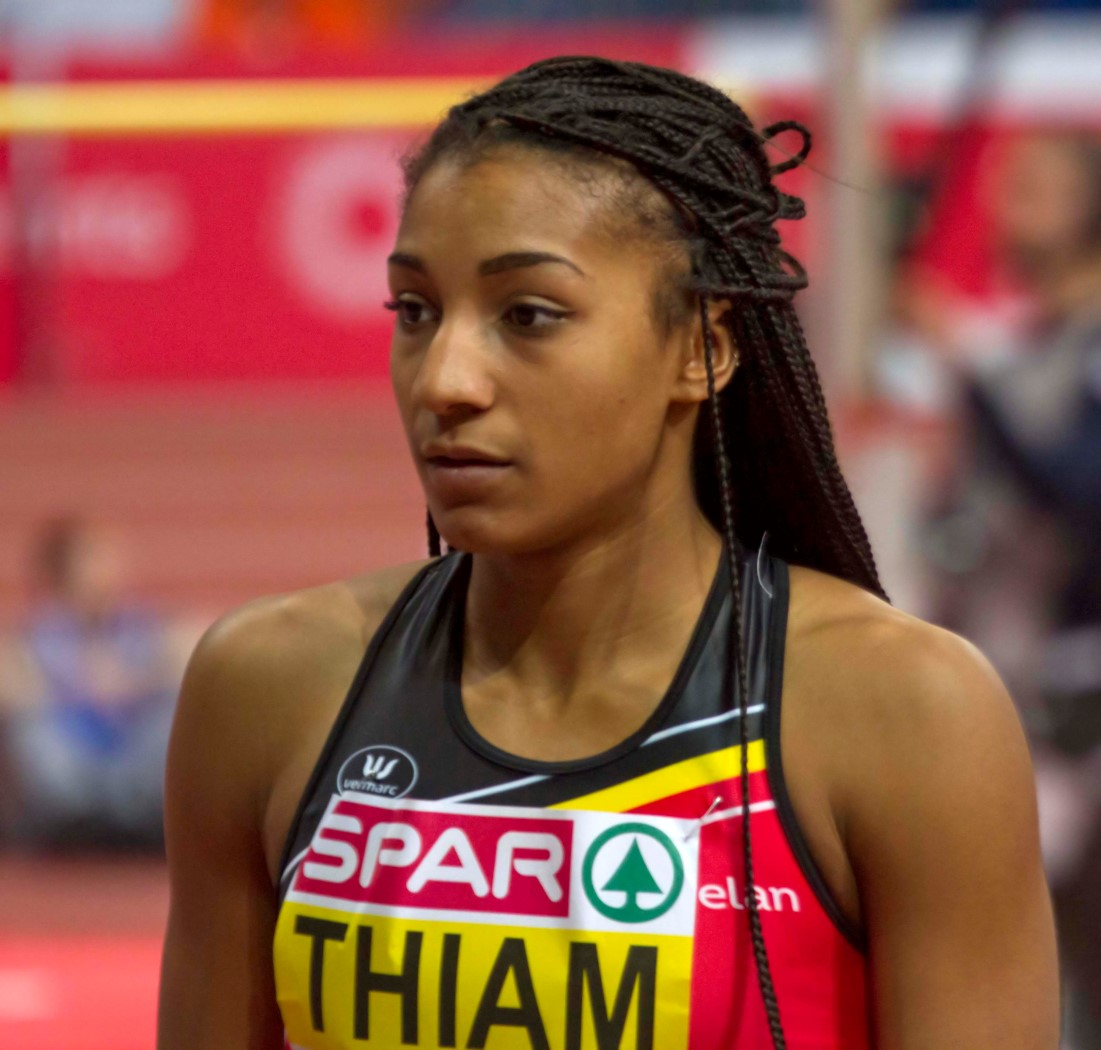
Nafissatou Thiam, primatista mondiale del pentathlon indoor

Il record mondiale appartiene alla belga Nafissatou Thiam con 5 055 punti realizzati il 3 marzo 2023 a Istanbul, nel corso dei Europei indoor 2023.
Statistiche aggiornate al 13 marzo 2023.
|                             | Punti | Atleta           | Luogo       | Data             |
| --------------------------- | ----- | ---------------- | ----------- | ---------------- |
| Record mondiale             | 5 055 | Nafissatou Thiam | Istanbul    | 3 marzo 2023     |
| Record africano             | 4 558 | Eunice Barber    | Parigi      | 7 marzo 1997     |
| Record asiatico             | 4 582 | Ol'ga Rypakova   | Pattaya     | 10 febbraio 2006 |
| Record europeo              | 5 055 | Nafissatou Thiam | Istanbul    | 3 marzo 2023     |
| Record nord-centroamericano | 5 004 | Anna Hall        | Albuquerque | 16 febbraio 2023 |
| Record oceaniano            | 4 490 | Jane Jamieson    | Maebashi    | 5 marzo 1999     |
| Record sudamericano         | 4 292 | Vanessa Spínola  | Tallinn     | 14 febbraio 2016 |

Legenda:
: record mondiale
: record africano
: record asiatico
: record europeo
: record nord-centroamericano e caraibico
: record oceaniano
: record sudamericano

### Migliori atlete
Statistiche aggiornate al 13 marzo 2023.
|     | Punti | Atleta                    | Luogo       | Data             |
| --- | ----- | ------------------------- | ----------- | ---------------- |
| 1.  | 5 055 | Nafissatou Thiam          | Istanbul    | 3 marzo 2023     |
| 2.  | 5 014 | Adrianna Sułek            | Istanbul    | 3 marzo 2023     |
| 3.  | 5 013 | Natalija Dobryns'ka       | Istanbul    | 9 marzo 2012     |
| 4.  | 5 004 | Anna Hall                 | Albuquerque | 16 febbraio 2023 |
| 5.  | 5 000 | Katarina Johnson-Thompson | Praga       | 6 marzo 2015     |
| 6.  | 4 991 | Irina Belova              | Berlino     | 15 febbraio 1992 |
| 7.  | 4 965 | Jessica Ennis-Hill        | Istanbul    | 9 marzo 2012     |
| 8.  | 4 948 | Carolina Klüft            | Madrid      | 4 marzo 2005     |
| 9.  | 4 929 | Noor Vidts                | Belgrado    | 18 marzo 2022    |
| 10. | 4 927 | Kelly Sotherton           | Birmingham  | 2 marzo 2007     |